# Courteranges
Courteranges ist eine französische Gemeinde mit 587 Einwohnern (Stand: 1. Januar 2022) im Département Aube in der Region Grand Est (vor 2016 Champagne-Ardenne); sie gehört zum Arrondissement Troyes und zum Kanton Vendeuvre-sur-Barse.

## Geographie
Courteranges liegt etwa zehn Kilometer ostsüdöstlich von Troyes. Umgeben wird Courteranges von den Nachbargemeinden Laubressel im Norden, Lusigny-sur-Barse im Osten und Süden, Montaulin im Südwesten und Westen, Ruvigny im Westen sowie Thennelières im Nordwesten.

## Bevölkerungsentwicklung
| Jahr                       | 1962 | 1968 | 1975 | 1982 | 1990 | 1999 | 2006 | 2011 | 2019 |
| Einwohner                  | 170  | 174  | 202  | 273  | 295  | 425  | 558  | 580  | 559  |
| Quellen: Cassini und INSEE |      |      |      |      |      |      |      |      |      |

## Sehenswürdigkeiten

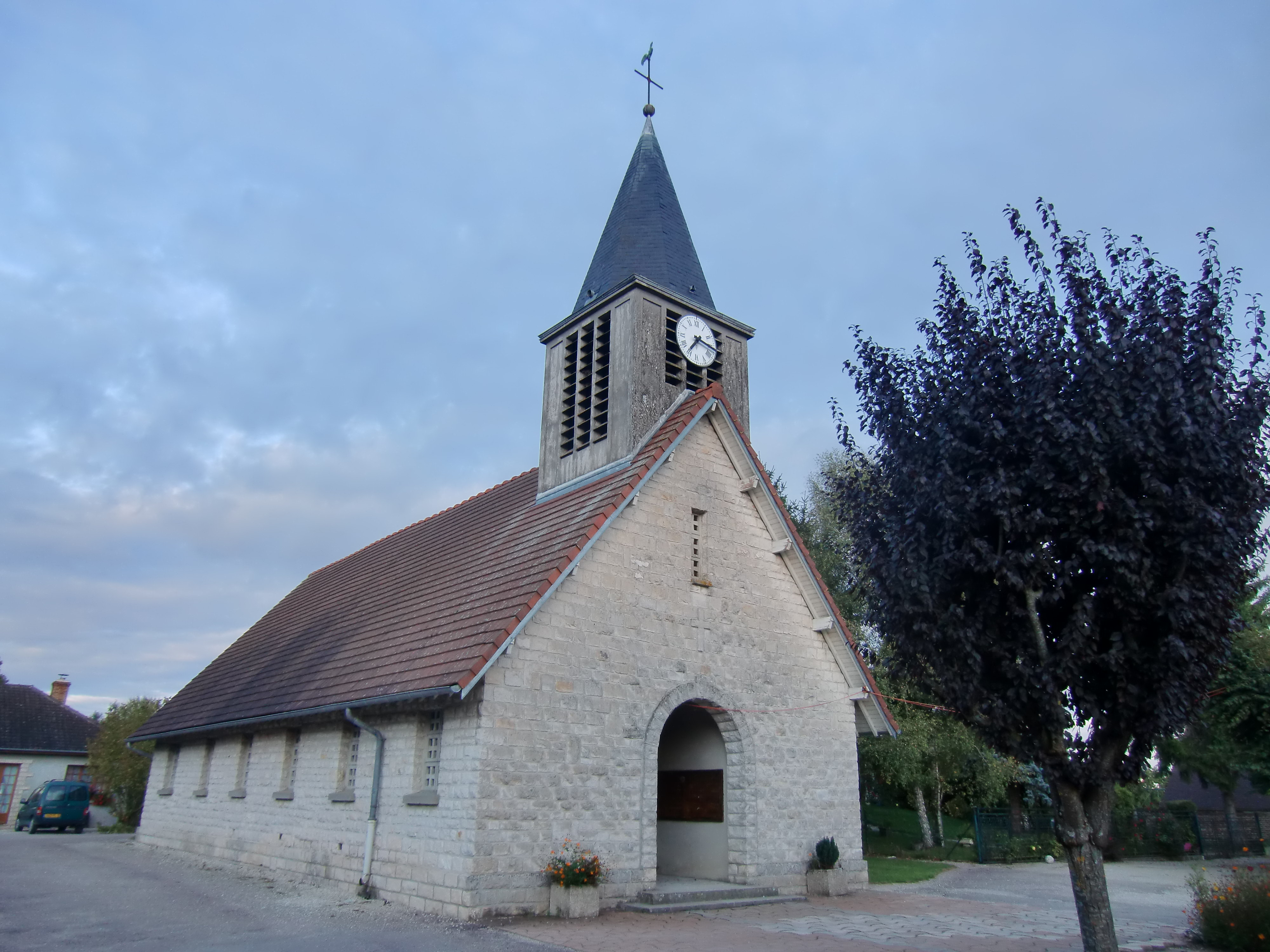
Kirche La Nativité-de-la-Vierge

- Kirche La Nativité-de-la-Vierge